# 車籠埔樟樹公
24°06′56″N 120°44′07″E / 24.115563°N 120.735363°E
車籠埔樟樹公，是位於臺灣臺中市太平區興隆里的樟樹，被當地人視為神樹，所在地原為新兵訓練中心的靶場。

## 景物
相傳車籠埔當地原有七株名喚「七星樹」的樹，但因時勢遷移，先後去其六，只剩下車籠埔樟樹公根固枝榮。旅客從台中市中心前來，沿光興路開，經過車籠埔營區大門，再轉往新坪農路到北勢坑農路，就能在右側見到此樹，及樹下的土地公廟。1989年報導時樹齡330歲、樹圍5.8米。
軍方在樹前擺了一對石獅，設置祭祀場所，以佑靶場平安。居民每逢初一十五會來此祭拜，會讓小孩過繼給大樟樹當義子義女。九二一地震不久，車籠埔隨車籠埔斷層見報率大增，成為臺中知名的觀光地，記者也會介紹此樹作為景點。當地的新光國小教師余益興自編教材，將此樹作為鄉土教育。

## 保育

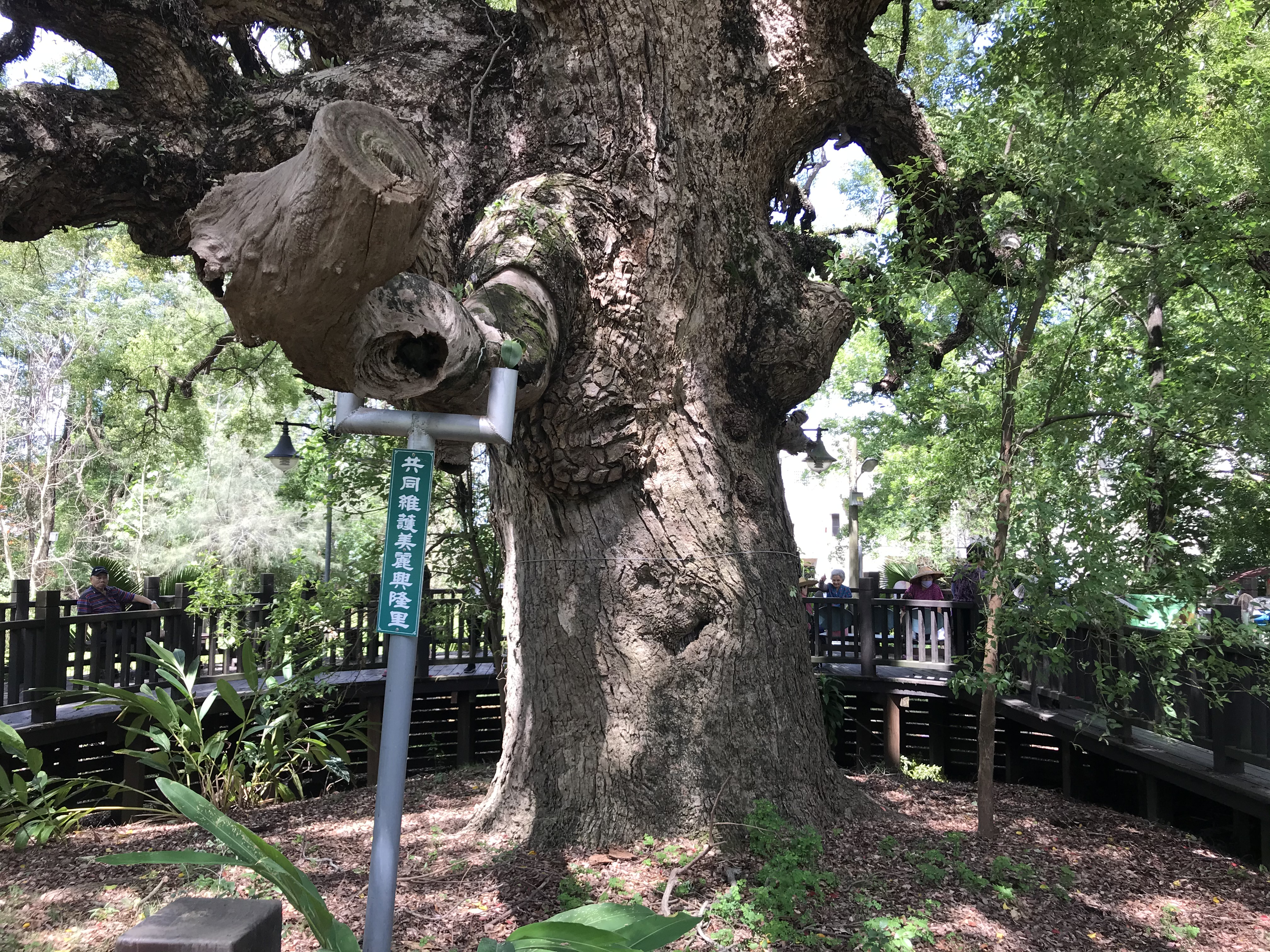
樹下

在軍方把車籠埔新兵靶場改為國軍五二工兵群訓練基地後，平時很少使用，周遭有八色鳥、領角鶚、以及保育類的史丹吉氏小雨蛙等動物出沒。2003年5月13日，立委林豐喜、縣議員何明杰、市民代表賴義鍠等人前往勘查，附近七、八十位居民也前往關心，要求將樹身所在改建為一處十一公頃的大型休閒生態公園，但被軍方說可能會再用而拒絕，不過准許民眾自由進入。保育團體發現開放民眾休憩、辦活動後，野生動物開始減少。因樹身周圍被丟棄廢棄物，台中縣公害防治協會反映後，軍方於同年7月20日清潔環境，加設臨時圍籬及告示牌。
2005年10月4日，立委江連福邀集相關單位協調，軍方於6日拆除會阻礙樟樹公樹根呼吸和生長的水泥牆。
2006年8月2日，總統陳水扁來賞樹時，由時任行政院中部聯合服務中心執行長的林豐喜請求將樹身所在區域撥為公園。2009年，太平市公所改建為頂坪公園。老樟樹地區也規劃有自行車道。車籠埔國小幼稚園長林淑真會帶園童參觀，並施以護樹教育。
2013年6月13日，在市議員李麗華、當地興隆里長官靜英要求下，農業局長蔡精強請中興大學森林系副教授廖天賜為此樹看診，發現樹上有榕樹苗寄生，可能會勒殺樟樹，建議移除。